# Голан, Ишай
Ишай Голан (ивр. ישי גולן‎; родился 22 ноября 1973 года в Рамат-Гане, Израиль) — израильский актёр кино и телевидения.

## Биография и карьера
Родился в Рамат-Гане в семье ювелиров. В связи с родительским бизнесом, в детстве часто ездил между Израилем и Канадой, свободно говорит как на иврите, так и на английском. Сценическим искусством интересовался с юности, позднее говорил: «Моя воля стать актёром — единственное, что я полностью понял в своей жизни. Я ничего не знал о чем-либо, но с самого раннего возраста я знал, что это то, что я собираюсь делать».
Окончил Школу искусств им. Тельмы Еллин в Гиватаиме.
Впервые снялся в кино в 17-летнем возрасте в фильме «Путь орла» (ивр. דרך הנשר‎, Дерех а-нешер) Ури Барбаша (1990), продолжив в Amazing Grace (1992) Амоса Гуттмана и Overdose Шмуэля Имбермана (1993).
Уйдя на обязательную для израильтян военную службу в ЦАХАЛе, играл в армейском театре. После окончания службы учился в Лондонской академии музыкального и драматического искусства, улучшив свой английский и приобретя вкус к Шекспиру.
В 1996 году исполнил главную роль иллюзиониста Ури Геллера в фильме Кена Расселла «Экстрасенс».
В 2010 году исполнил одну из главных ролей в психологическом сериале Гидеона Раффа «Военнопленные»  и удостоен Премии Израильской академии телевидения в категории «лучшая мужская роль в драматическом сериале».
Проживает в Тель-Авиве с женой Рути, детским психологом, и тремя детьми — Софией, Сарой и Матией.

## Фильмография
| Год       |     | Русское название               | Оригинальное название               | Роль                     |
| --------- | --- | ------------------------------ | ----------------------------------- | ------------------------ |
| 1990      | ф   | Путь орла                      | ивр. דרך הנשר‎                       |                          |
| 1992      | ф   |                                | Amazing Grace                       |                          |
| 1993      | ф   | Передозировка                  | Overdose                            | Manat Yeter              |
| 1996      | тф  | Экстрасенс                     | Оригинальное название неизвестно    | Ури Геллер               |
| 1998—2001 | с   | Курс молодого бойца            | Tironoot                            | Tomer                    |
| 2000      | ф   | Последний рубеж                | The Last Patrol                     | Джаспер                  |
| 2000      | ф   | Дельта Форс: Пропавший патруль | Delta Force One: The Lost Patrol    | Camel Ambush IPF Officer |
| 2000      | кор |                                | Mivtzah YY                          |                          |
| 2001      | ф   | 6 миллионов осколков           | Shisha Million Rasisim              |                          |
| 2001      | тф  |                                | Aball'e                             | Alon                     |
| 2003      | ф   | Танго Рашевского               | Le tango des Rashevski              | Youval                   |
| 2007      | ф   | Любовная жизнь                 | Liebesleben                         | Йони                     |
| 2008      | ф   | Соль этого моря                | Milh Hadha al-Bahr                  | агент                    |
| 2010—2012 | с   | Военнопленные                  | ивр. חטופים                         | Ури Зак, Военнопленный   |
| 2011      | ф   | Шлюха                          | The Slut                            | Shay                     |
| 2012—2014 | с   | Ячейка Гординых                | Ta Gordin                           | Aharal'e Nir (2 сезон)   |
| 2014      | с   | Под чужим флагом               | False Flag                          |                          |
| 2014      | кор |                                | Pastrami                            | отец                     |
| 2016      | ф   | Антенна                        | Antenna                             |                          |
| 2017      | кор |                                | Soup                                |                          |
| 2017      | ф   | Семья                          | Family                              | Ави                      |
| 2017      | ф   | Дом в Галилее                  | Bayit Bagalil                       |                          |
| 2017      | с   |                                | Greenhouse Academy                  | Carter Woods             |
| 2017      | с   |                                | Viki VeAni                          | Eitan                    |
| 2018      | ф   |                                | The Reports on Sarah and Saleem     | Давид                    |
| 2018      | с   |                                | Not What You Think (Lo Hakol Varod) | Амос                     |
| 2018      | ф   | Голем. Начало                  | The Golem                           | Бенжамин                 |
| 2018      | кор |                                | Masks On                            | папа                     |